# Mikhail Timoshenko
Mikhail Timoshenko, né le 24 octobre 1993 à Kameikino (oblast d'Orenbourg), est un chanteur lyrique baryton-basse de nationalité russe.

## Biographie
Mikhail Timoshenko est né le 24 octobre 1993 à Kameikino (localité de l'oblast d'Orenbourg en Oural et à proximité du Kazakhstan) dans une famille multi-ethnique russe,,,,.
Durant son adolescence, Mikhail Timoshenko s'intéresse principalement à la musique folk et prend des cours de dombra,. En entendant un jour une chanteuse soprano avec sa professeure, il est marqué par la beauté du chant lyrique et décide de se diriger vers cet art,. Doté d'une voix riche et puissante, il est orienté vers le conservatoire de Mednogorsk pour entamer ses études dans cette voie,.
En 2011, Mikhail Timoshenko quitte la Russie et s'installe en Allemagne pour y poursuivre ses études. Il poursuit ses études à la Hochschule für Musik Franz Liszt,,. Les années suivantes, il se distingue dans plusieurs concours de chant,,.
En 2015, Mikhail Timoshenko est admis au sein de l'Académie de l'Opéra de Paris. En parallèle, il mène sa carrière et tient de nombreux rôles secondaires pour des productions dans des villes de province. Ces activités lui permettent ainsi d'acquérir de l'expérience et de côtoyer des grands noms du milieu lyrique,,.
Le jeune chanteur est à l'affiche du documentaire L'Opéra, sorti en 2017,,.
Au printemps 2019, il interprète l'un des deux rôles principaux pour la création de l'opéra En Silence, première œuvre lyrique d'Alexandre Desplat et Solrey. Sa bonne prestation sur une partition difficile est mise en avant par la critique,.
Durant ces premières années, Mikhail Timoshenko se distingue dans le répertoire mozartien. Après une interprétation saluée de Masetto dans Don Giovanni, il est choisi pour tenir Figaro, son premier rôle principal, dans Les Noces de Figaro à l'Opéra de Nancy en 2020.
La pandémie de Covid-19 et les restrictions sanitaires mises en place (notamment l'arrêt des concerts et restriction des déplacements internationaux - vers la Russie) affectent le jeune chanteur.

## Style
La tessiture de Mikhail Timoshenko est baryton-basse. Cette voix grave le prédispose à jouer des rôles d'hommes d'un âge relativement avancé. Dans sa jeunesse, le chanteur expliquait par cette asymétrie entre son âge réel et celui de ses rôles le travail de préparation qui lui était nécessaire pour mieux s'imprégner de la psychologie de ces personnages et proposer une interprétation plus juste.
Outre l'opéra, Mikhail Timoshenko apprécie le répertoire des lieder et des songs (chansons mélodiques).